# Sielsowiet Opol
Sielsowiet Opol (biał. Опальскі сельсавет, Opalski sielsawiet; ros. Опольский сельсовет) – sielsowiet na Białorusi, w obwodzie brzeskim, w rejonie janowskim, z siedzibą w Opolu.

## Demografia
Według spisu z 2009 sielsowiety Opol i Psyszczewo zamieszkiwało 2270 osób, w tym 2227 Białorusinów (98,11%), 20 Rosjan (0,88%), 18 Ukraińców (0,79%), 2 Mołdawian (0,09%), 1 Polak (0,04%) i 2 osoby innych narodowości.

## Geografia i transport
Sielsowiet położony jest na Polesiu, na Zahorodziu, w północnozachodniej części rejonu janowskiego. Znajduje się tu fragment Sporowskiego Rezerwatu Biologicznego.
Przez sielsowiet przebiegają jedynie drogi lokalne.

## Historia
26 czerwca 2013 do sielsowietu Opol włączono w całości likwidowany sielsowiet Psyszczewo, tj. 5 miejscowości.

## Miejscowości
- agromiasteczka:
  - Opol
  - Psyszczewo
- wsie:
  - Ladowicze
  - Łuczki
  - Nawinka
  - Światopełka
  - Tulatycze
  - Upirów
  - Waratyck